# Edgewood (comtat de Northumberland)
Edgewood és una concentració de població designada pel cens del Comtat de Northumberland (Pennsilvània) als Estats Units d'Amèrica. Segons el cens dels Estats Units del 2000 tenia 2.619 habitants.

## Demografia
Segons el cens del 2000, Edgewood tenia 2.619 habitants, 1.184 habitatges, i 732 famílies. La densitat de població era de 2.063,7 habitants per quilòmetre quadrat.
Dels 1.184 habitatges en un 23,7% hi vivien nens de menys de 18 anys, en un 48,4% hi vivien parelles casades, en un 9,6% dones solteres, i en un 38,1% no eren unitats familiars. En el 35,4% dels habitatges hi vivien persones soles el 22,1% de les quals corresponia a persones de 65 anys o més que vivien soles. El nombre mitjà de persones vivint en cada habitatge era de 2,21 i el nombre mitjà de persones que vivien en cada família era de 2,83.
Per edats la població es repartia de la següent manera: un 20% tenia menys de 18 anys, un 6,2% entre 18 i 24, un 25,7% entre 25 i 44, un 25,5% de 45 a 60 i un 22,6% 65 anys o més.
L'edat mediana era de 44 anys. Per cada 100 dones de 18 o més anys hi havia 82,2 homes.
La renda mediana per habitatge era de 27.303 $ i la renda mediana per família de 40.259 $. Els homes tenien una renda mediana de 32.042 $ mentre que les dones 23.859 $. La renda per capita de la població era de 17.445 $. Entorn del 12,2% de les famílies i el 14,7% de la població estaven per davall del llindar de pobresa.